# Joseph Paxton
Sir Joseph Paxton (3. srpen 1803 Bedfordshire – 8. červen 1865 Londýn) byl britský architekt, zahradník a poslanec Parlamentu Spojeného království.
Pravděpodobně nejznámější jeho stavbou je Křišťálový palác, který navrhl a postavil v letech 1850–1851 pro potřeby První mezinárodní výstavy v Londýně.
V mládí se však kromě architektury věnoval také zahradnictví, kde dosáhl největšího úspěchu v roce 1834 vyšlechtil ve vlastnoručně navrženém skleníku banánovou odrůdu, kterou pojmenoval po hraběti Cavendishovi. Tato odrůda se stala nejkonzumovatelnější odrůdou v západním světě a sir Paxton za ní získal o rok později, v roce 1835, medaili Královské zahradnické společnosti.
Sir Paxton zemřel ve svém domově v Rockhills v londýnské čtvrti Sydenham 8. června 1865 a je pohřben na hřbitově u kostela Sv. Petra v Edensoru. Jeho žena Sarah ho přežila o šest let.